# 百萬秒
百萬秒（megasecond）是一個量度時間的單位，簡寫為Ms。一個百萬秒等於1,000,000秒，科學記數法為 {\displaystyle 1\times 10^{6}\,} 秒，大概等於11.6日。一個地球年裡大概有31.5百萬秒。